# Robert Zernicke
Robert Zernicke (Braunschweig, 7 gennaio 1983) è un ex giocatore di football americano e allenatore di football americano tedesco che ha giocato come defensive lineman.

## Palmarès
- 2 Europei (2010, 2014)
- 2 Eurobowl (Tirol Raiders, 2011; Calanda Broncos, 2012)
- 3 German Bowl (New Yorker Lions, 2013, 2014, 2015)
- 1 Austrian Bowl (Tirol Raiders, 2011)
- 1 Swiss Bowl (Calanda Broncos, 2012)
- 1 Silver Bowl (Salzburg Bulls, 2003)